# Selenidera reinwardtii
Selenidera reinwardtii là một loài chim trong họ Ramphastidae.